# Kernkraftwerk Beaver Valley
Das Kernkraftwerk Beaver Valley (englisch Beaver Valley Nuclear Generating Station) mit zwei Druckwasserreaktoren von Westinghouse steht in Shippingport im US-Bundesstaat Pennsylvania, 54 km nordwestlich von Pittsburgh. Das Kraftwerk Bruce Mansfield befindet sich eine Meile nordöstlich von der Anlage, auf dem gleichen Gelände wie Beaver Valley lag außerdem auch das Kernkraftwerk Shippingport.

## Geschichte
Die beiden Reaktoren wurden ab 1970 bzw. 1974 erbaut. Betrieben werden sie von First Energy. Block 1 ging am 14. Juni 1976 und Block 2 am 17. August 1987 ans Netz.

## Besondere Vorkommnisse
Im Oktober 2015 geriet die Anlage im Zusammenhang mit unangemessenem Verhalten von Angestellten in die Schlagzeilen. Zunächst wurde bekannt, dass ein 'gelangweilter' Mitarbeiter in hunderten von Fällen kinderpornografisches Material von Kindern im Alter von 10 bis 16 Jahren heruntergeladen und 51 Bilder ausgedruckt habe, wenig später stellte sich heraus, dass ein anderer Mitarbeiter wegen Trunkenheit am Arbeitsplatz auffällig geworden sei und bei einem Screening einen Alkoholpegel von unter 0,8 Promille gehabt habe.
Im Dezember 2016 wurde bekannt, dass auch Beaver Valley vom Creusot-Forge-Skandal um gefälschte Zertifikate betroffen ist. Sowohl der Deckel des Reaktordruckbehälters als auch der Dampferzeuger von Reaktor 1 stammen von der belasteten Areva-Tochter.

## Zukunft des Kraftwerks
Seit den 2010er-Jahren wurde die Anlage zunehmend unprofitabel. Wie viele andere Kernkraftwerke ist auch Beaver Valley zunehmend nicht mehr wettbewerbsfähig, da durch die Schiefergasgewinnung und den Ausbau der erneuerbaren Energien auf vielen Strommärkten in den USA ein Überangebot an billigem Strom zur Verfügung steht. Eine Reihe von Anlagen (Crystal River, Kewaunee, San Onofre 2 und 3, Vermont Yankee, Fort Calhoun, Oyster Creek) wurde aus diesen Gründen bereits stillgelegt, weitere Reaktorblöcke (Pilgrim, Three Mile Island 1, Indian Point 2 und 3, Palisades, Diablo Canyon 1 und 2) sind zur Stilllegung vorgesehen, die vorzeitige Abschaltung weiterer Anlagen (Prairie Island, Duane Arnold) ist im Gespräch. Neubauprojekte werden abgesagt, zuletzt wurde der Bau von zwei Blöcken am Kernkraftwerk Virgil C. Summer aus wirtschaftlichen Gründen abgebrochen. 
Auf Grund dieser schwierigen Marktlage wirbt FirstEnergy bei den Staatsregierungen von Ohio und Pennsylvania intensiv um eine Subventionierung seiner Atomkraftwerke. Die Anlagen sollen mit öffentlichen Geldern aus Budgets für den Ausbau CO2-freier Energien nach dem Vorbild von New York und Illinois gefördert werden. In diesen Bundesstaaten hat Exelon 2016 die angekündigte Stilllegung von insgesamt sechs Reaktoren (Quad Cities 1 und 2, Clinton, Ginna, Nine Mile Point 1, Fitzpatrick) wieder zurückgezogen, nachdem die jeweiligen Regierungen zugesagt haben, die Anlagen aus Fonds für schadstofffreie Energien zu subventionieren. In New York bereiten Umweltinitiativen jedoch eine Klage gegen diese Subventionierung von AKW vor. Die Kampagnen von FirstEnergy haben bislang (Stand: Februar 2018) in keinem der beiden Bundesstaaten zu einem Erfolg geführt. Seit Monaten kündigt das Unternehmen an, seine Atomkraftwerke, zu denen neben Beaver Valley auch Perry und Davis Besse gehören, zu verkaufen oder stillzulegen, sofern sich die Lage nicht zeitnah ändern sollte. In Shippingport ist neben Beaver Valley auch das nahegelegene Kohlekraftwerk Bruce Mansfield von einem vorzeitigen Aus bedroht. Die Anlage gehört ebenfalls zu FirstEnergy und steht auf Grund der niedrigen Strompreise bereits seit 2016 still. Wie der Finanzvorstand des Unternehmens mitteilte, sei es unwahrscheinlich, dass FirstEnergy für die beiden Kraftwerke in Shippingport einen Käufer findet. Eine Stilllegung wird so zunehmend wahrscheinlich.
Im Januar 2018 wurde bekannt, dass FirstEnergy unmittelbar vor der Insolvenz steht und auf Grund der finanziellen Schräglage für die folgenden 18 Monate eine Finanzierung über einen Hedge-Fonds in Höhe von 2,5 Milliarden US-Dollar vereinbart hat.
 Im März 2018 teilte der Betreiber der US-Atombehörde mit, dass das Kraftwerk 2021[veraltet] stillgelegt werden soll. Am 25. April 2018 übermittelte FirstEnergy der Atomaufsichtsbehörde die Stilllegungstermine der Reaktoren, demnach sollte Block 1 am 31. Mai 2021 endgültig vom Netz gehen und Block 2 am 31. Oktober 2021 folgen. Mittlerweile wurde diese Entscheidung rückgängig gemacht
Am 11. April 2021 wurde Reaktor 1 zum Brennstabwechsel und für Wartungsarbeiten heruntergefahren, und am 11. Mai wieder hochgefahren, Reaktor 2 war vom 12. April bis 7. Mai aus demselben Grund abgeschaltet, damit ist vorerst keine Stilllegung absehbar. Aufgrund einer anstehenden Unterstützung (cap-and-trade plan) für sogenannte CO2-freie Energieerzeugung wurde die Stilllegung durch den Betreiber vorerst gestoppt, diese Unterstützung wurde am 8. Juli kurz vor Inkrafttreten durch ein Gericht vorübergehend gestoppt.

## Daten der Reaktorblöcke
Das Kernkraftwerk Beaver Valley hat insgesamt zwei Blöcke:
| Reaktorblock    | Reaktortyp         | Netto- leistung | Brutto- leistung | Baubeginn  | Netzsyn- chronisation | Kommer- zieller Betrieb | Abschal- tung |
| --------------- | ------------------ | --------------- | ---------------- | ---------- | --------------------- | ----------------------- | ------------- |
| Beaver Valley-1 | Druckwasserreaktor | 885 MW          | 923 MW           | 26.06.1970 | 14.06.1976            | 01.10.1976              |               |
| Beaver Valley-2 | Druckwasserreaktor | 851 MW          | 923 MW           | 03.05.1974 | 17.08.1987            | 17.11.1987              |               |